# Урмия (Краснодарский край)
Урмия (ассир. ܐܘܪܡܝܐ) — село в Курганинском районе Краснодарского края. Входит в Новоалексеевское сельское поселение.
В селе проживают преимущественно ассирийцы.

## История
Основано в 1924 году ассирийцами — переселенцами из одноимённого села Эриванской губернии. Название села связано с исторической родиной ассирийцев — городом Урмия (ныне расположен на территории Ирана), который являлся важным культурным и религиозным центром ассирийского народа.  
В 1924 году волостной исполком станицы Константиновской выделил на 200 человек беженцев 300 га земли.

## Население
| 2002 | 2010 |
| ---- | ---- |
| 651  | ↗741 |

 На 2020 год 878 человек.   Национальный состав: ассирийцы — 71 %, русские — 23 %, армяне — 9 %.  

## География
Расположено на реке Синюха (бассейн Лабы) у северо-западной окраины станицы Новоалексеевской, в 20 км к востоку от Курганинска, в 25 км к северо-востоку от Лабинска, в 25 км к юго-западу от Армавира.
Через село проходит автодорога Новоалексеевская — Родниковская.
Улицы: Борина, Заречная, Магистральная, Набережная, Почтовая.

## Религия
Население села преимущественно принадлежит Русской Православной Церкви. В селе имеется действующий православный храм. 
История окормления ассирийской паствы имеет долгую историю. Имеется список священнослужителей, окормляющих православных ассирийцев ранее, перед переселением в нынешнее одноименное с. Урмия, опубликованный в работе Михаила Садо:
1. Алаверанов Симон Бадалович (каша Шимун) (Урмия) – Священник, родился в 1839-1840 годах, в Урмийской области, впоследствии пересилился в Койласар. Учился в Эриванском уездном училище. Около 1886 года посвящен во священники. Служил в селе Урмия, Эриванской губернии. С 1887 по 1905 года – священник в селе Гёль-Айсор. С 1895 года по 1905 год – священник Новрузлу-Камарлинского прихода Эриванской губернии (Ереванской губернии). В августе 1905 года – за штатом. С апреля по декабрь 1897 года был командирован духовным начальством в Урмийскую область (вместе со священником Виктором Синадским) для исследования на месте вопроса о возможности присоединения урмийских несториан к РПЦ, умер в 1907-1908 годах в Койласаре
2. Гиваргизов (Георгизов) Константин Исаевич (Ишоевич) – село Койласар. Родился около 1870 года. Окончил училище в Койласаре. В 1895-1900 года – псаломщик в Камарлу. 1900-1903 года – учитель в Арзни. С лета 1903 года священник селе Урмия Эреванской губернии, а с августа 1905 года- священник в Норузлу-Камарлинском приходе. Апреле 1915 уволен за штат. В советское время оставил священство.
3. Иванов Сергий Иосифович (каша Саргиз бар Мурадхан) – священник. Родился 1883 году в селе Урмия Эриванской губернии. Родители из села Атлакенд. В 1900-1905 годах – псаломщик в Ново-Михайловке и Урмии. В 1906-1914 годах – священник в селе Урмия, Эреванской губернии. С 1915 года – Кубань. 1922-1924 – священник в Лабинске. 1924-1930 – жил в селе Урмия (на Кубани). Умер в 1930 году.
4. Исаев Константин Бадалович – село Койласар, священник. Родился в 1860-е года (сын шамаши Бадала). Учился в Тифлисской духовной семинарии. В 1890-е года – священник в селе Урмия, Эриванской губернии. Затем – разные приходы в Закавказье. 1913-1914 года – православный приход в Самовате, Карсская область. В феврале 1916 года – Арзни. 1920-1922 года – Лабинск. Умер в Эриванской губернии в 1923 году.
5. Осипов Харлампий Зервандович (каша Арон бар Зирванда бит Яусип) (06.04.1873 — 20.09.1956 гг.) — священник (каша) Ассирийской Церкви Востока, духовный пастырь ассирийского народа в советские годы. Родился в 1880 году (по другим данным в 1873 году).Уроженец села Хузе, область Альбак. Один год учился в Урмии в школе для "несторианских" священников. Рукоположён в священники в 1906 году епископом Мар – Дынхой (убит курдами в 1915 году). С 1906 года – священник в селе Самоват, Карсской области Российской империи.(существовало с конца 70 – х годов на территории Карсской области, отошедшей к России по результатам Русско – турецкой войны 1877 – 1878. Поселенцами в Карсской области были ассирийские горцы, выходцы из Альбака и других турецких областей. Жили они крестьянским трудом – хлебопашеством и скотоводством. В 1910 – е годы в Самовате действовал греко – православный храм и церковно – приходская школа. Была и несторианская община, получившая в 1906 году священника (Каша Арон) и поддерживавшая связь с патриархом – католикосом Мар – Шиммуном.) После 1917 – 1918 годов оказался среди беженцев в России на Северном Кавказе (Ейск, ст. Павловка). В 1921 – 1922 годах проживал в Ростове – на – Дону, в 1923 – 1929 годах в Ленинграде. Священствовал среди ассирийцев. Примечательно, что в Ленинграде в первой половине XX века проживали не только греко – православные ассирийцы (принадлежавшие к РПЦ), но и ассирийцы, сохранившие верность своей исторической Церкви Востока. В январе 1924 года в городе на Неве был зарегистрирован устав «Ассирийского христианского религиозного общества», учредителями которого явились ассирийцы – беженцы из сёл Самоват и Бегра – Хатун Карсской области. Богослужения проводились в различных православных храмах Ленинграда по договорённости со священноначалием Русской Православной Церкви. Духовно окормлял чад Церкви Востока каша Арон (Харлампий). С 1929 до начала 1932 года жил вместе с поселенцами в Геленджикском районе. В 1932 – 1956 годах жил в селе Урмия на Кубани. В 1940–е – 1950–е годы исполнял священнические обязанности среди ассирийцев в селе Урмия. Несколько раз проводил богослужения для ассирийцев в Москве и других городах СССР (с благословения священноначалия РПЦ). Умер каша Харлампий Осипов в Урмии 20 сентября 1956 года. Его потомки до сих пор живут в Урмии.

## Известные уроженцы и жители
- Джуна Давиташвили (Евгения Ювашевна Сардисова) — целительница, астролог.
- Михаил Юханович Садо — российский лингвист, семитолог, политический и общественный деятель.
- Александр Николаевич Алхазов — российский футболист.
- Ладо Шириншаевич Давыдов — разведчик, участник Великой Отечественной войны, Герой Советского Союза (1944). Является одним из двух ассирийцев, удостоенных звания Героя Советского Союза.